# Holzendorf (Groß Miltzow)
Holzendorf ist ein Ortsteil der Gemeinde Groß Miltzow des Amtes Woldegk im Landkreis Mecklenburgische Seenplatte in Mecklenburg-Vorpommern.

## Geografie
Der Ort liegt einen Kilometer westlich von Groß Miltzow, acht Kilometer nördlich von Woldegk und elf Kilometer nordwestlich von Strasburg. Holzendorf verfügt über keine eigene Gemarkung, sondern liegt im Nordwesten der Gemarkung von Groß Miltzow. Die Nachbarorte sind Lindow und Badresch im Nordosten, Groß Miltzow im Osten, Holzendorf Ausbau im Süden, Ulrichshof im Westen sowie Golm im Nordwesten.

## Geschichte
Der Ortsname, 1322 erstmals niederdeutsch als Holtzstendorp belegt, bedeutet „Dorf der Holsteiner“. Ab 1946 gehörte der Ort zum Landkreis Neubrandenburg und am 25. Juli 1952 kam die Gemeinde Holzendorf zum Kreis Strasburg. Mit Wirkung zum 1. Januar 1973 verlor Holzendorf seine Selbständigkeit und wurde nach Groß Miltzow eingemeindet.

## Sehenswürdigkeiten
- Die Kirche Holzendorf ist eine Backsteinkirche aus dem Anfang des 14. Jahrhunderts. Im Innenraum steht unter anderem ein Altarretabel aus der Zeit um 1730.